# Malves-en-Minervois
Malves-en-Minervois település Franciaországban, Aude megyében. Lakosainak száma 880 fő (2022. január 1.). Malves-en-Minervois Bagnoles, Bouilhonnac, Laure-Minervois és Villalier községekkel határos.

## Népesség
A település népességének változása:
| Lakosok száma | 295  | 536  | 708  | 747  | 842  | 846  | 854  | 864  | 863  | 880  |
|               | 1968 | 1982 | 1990 | 2006 | 2013 | 2015 | 2017 | 2019 | 2020 | 2022 |